# Підмонастир
Підмонасти́р — село в Україні, у Львівському районі Львівської області. 

## Розташування
Село не позначене на всіх картах, відстань до обласного центру орієнтовно 30 км у напрямку Бібрки. 
Адміністративно підпорядковується Великоглібовицькій селищній раді. 5 лютого 1965 року Указом Президії Верховної Ради Української РСР передано з Великоглібовицької сільської ради Пустомитівського району до складу Перемишлянського району. Із січня 2019 року входить до складу Бібрської ОТГ.
17 липня 2020 року, внаслідок адміністративно-територіальної реформи та ліквідацією Перемишлянського району, село увійшло до складу Львівського району. 
Попри те, що географічно село розташоване неподалік від автошляху Львів — Бібрка, на відстані кількох кілометрів, попасти туди автотранспортом зі Львова тривалий час можна було лише об'їхавши орієнтовно 45 км. Для цього слід було доїхати до Бібрки і звернути біля заправної станції ОККО в місті на північ у напрямку Великих Глібовичах. Впродовж 2010—2012 років прокладено гравійну дорогу, від автошляху Н09 з поворотом праворуч перед селом Залісся, що скоротило відстань до села зі Львова орієнтовно на 14 км.
В селі відсутнє асфальтне покриття. Через населений пункт проходить залізнична лінія, на якій розташований пасажирський однойменний зупинний пункт Підмонастир, який відкритий 1974 року. Структурно поділяється залізничною колією та річкою Давидівка на дві частини.

### Історія
Перша писемна згадка про село сягає 1396 року
Станом на 1914 рік в селі проживало 696 осіб. Землями в селі володів Роман Потоцький.
22 травня 1945 року підвідділ (чота) УПА командира «Довбні» з сотні УПА «Свободи»  наскочив на станицю бандитів — ковпаківців в селі Підмонастир (Бібреччина), які тривалий час знущалися з населення околиці. Після знищення стійкового швидким приступом заатаковано будинок, в якому були злочинці. Після короткого опору вбито чотирьох і полонено трьох ковпаківців. Крім цього, знищено чотирьох ворожих прислужників.

## Населення

### Мова
Розподіл населення за рідною мовою за даними перепису 2001 року:
| Мова       | Кількість | Відсоток |
| ---------- | --------- | -------- |
| українська | 387       | 100%     |

## Перекази
Згідно з переказами селян  монголо-татари брали село в облогу. Їхня мета була захопити два золоті дзвони, що знаходилися на дзвіниці монастиря. Щось пішло не за планом і монголи почали відступати. Хан Батий вирішив забути про золоті дзвони, але наказав спалити дзвіницю. Наказ був виконаний, але під час пожежі дерев'яний монастир завалився і дзвони скотилися в долину (село лежить в низині). У той час поряд із територією монастиря знаходилося торфовисько, а зараз на цьому місці покинутий піщаний кар'єр висотою приблизно 400 метрів. Є версія, що дзвони затонули в торфовищі. Були навіть геодезичні дослідження, але вони не дали жодних результатів.

## Спорт
Підмонастир має власну футбольну команду ФК «Фенікс-Стефано». В селі є власне футбольне поле, яке використовується для проведення ігор та тренувань команди.
2021 року команда «Фенікс» стала півфіналістом кубка України серед аматорських команд.

## Відомі особи
- Євген Полотнюк (10 березня 1906, с. Підмонастир — 28 грудня 1943, Ворохта) — учасник українського національно-визвольного руху, чоловік Ірини Вільде.
- Іван Керницький (псевдо: Крилатий) (* 4 січня 1921, с. Підмонастир, Бібрецького повіту Львівського воєводства — † 16 лютого 1947, с. Гавареччина, Олеського району, Львівської області) — діяч ОУН, районовий провідник Бібреччини, один з організаторів куреня «Леви».
- Володимир Кучабський (1901—1945) — священник УГКЦ, катехит, науковець, письменник і редактор католицької преси.

## Світлини

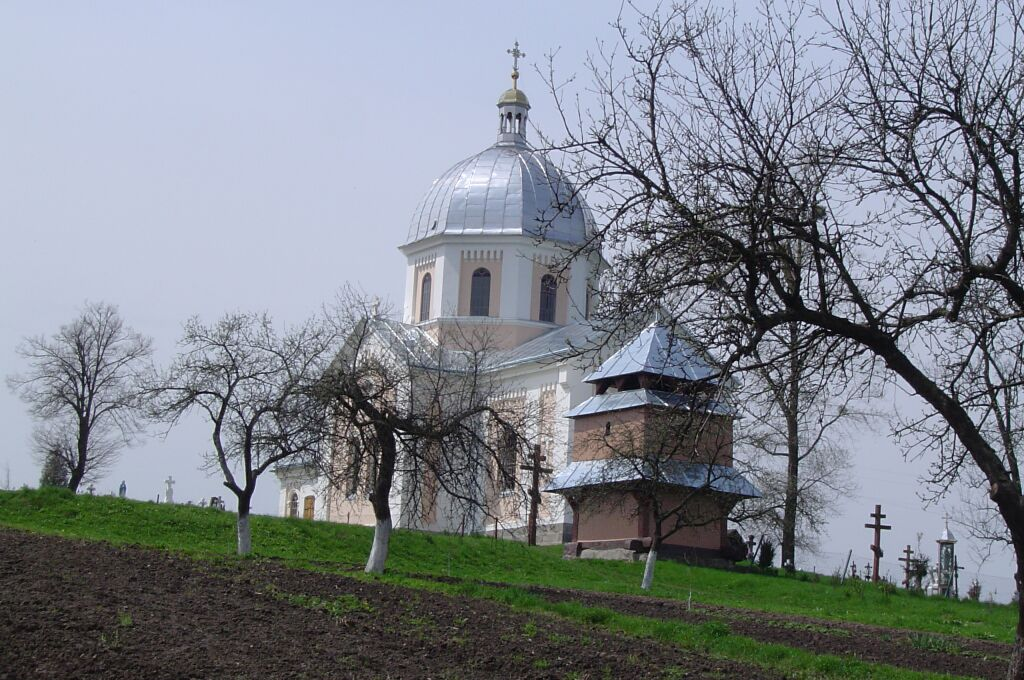
Церква Різдва Пресвятої Богородиці у Підмонастирі,(1905)
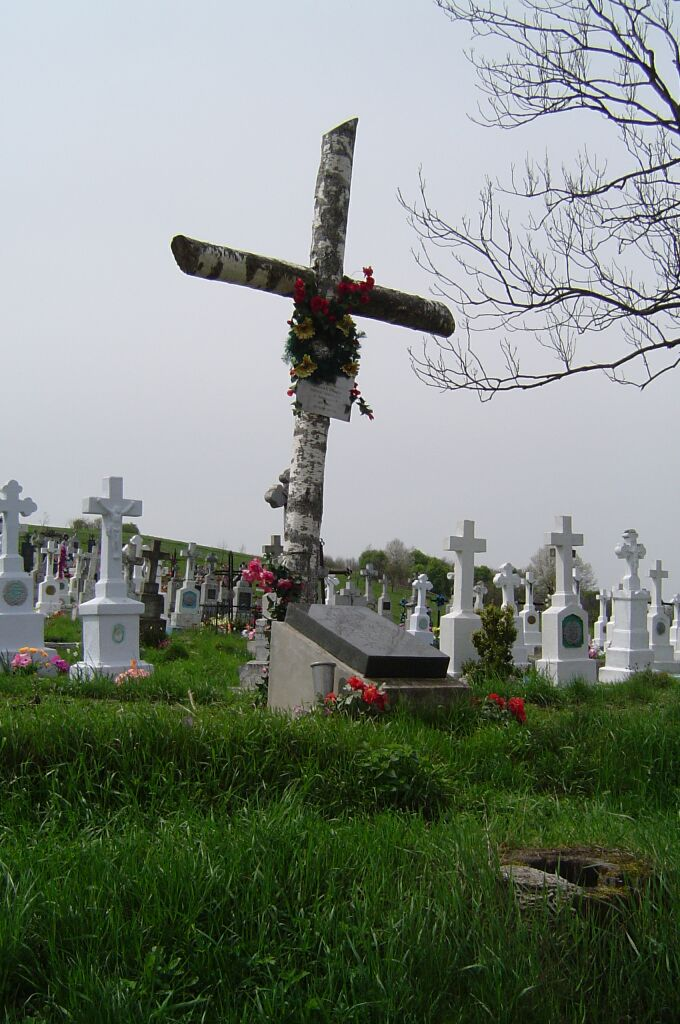
Цвинтар за церквою. Хрест на могилі січових стрільців.
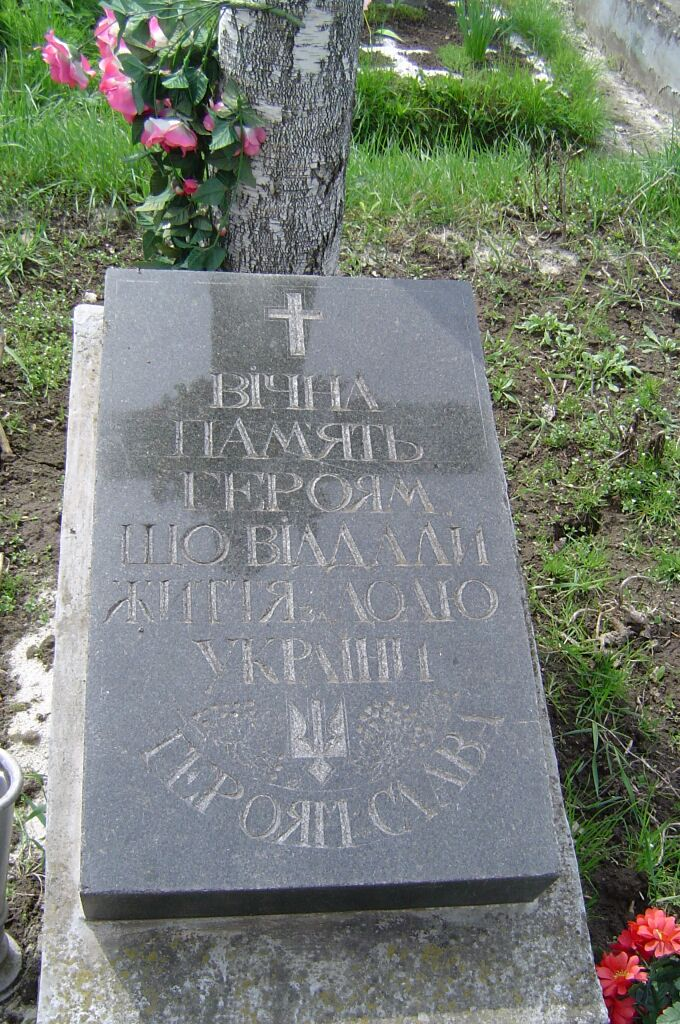
Пам'ятка воїнам УПА
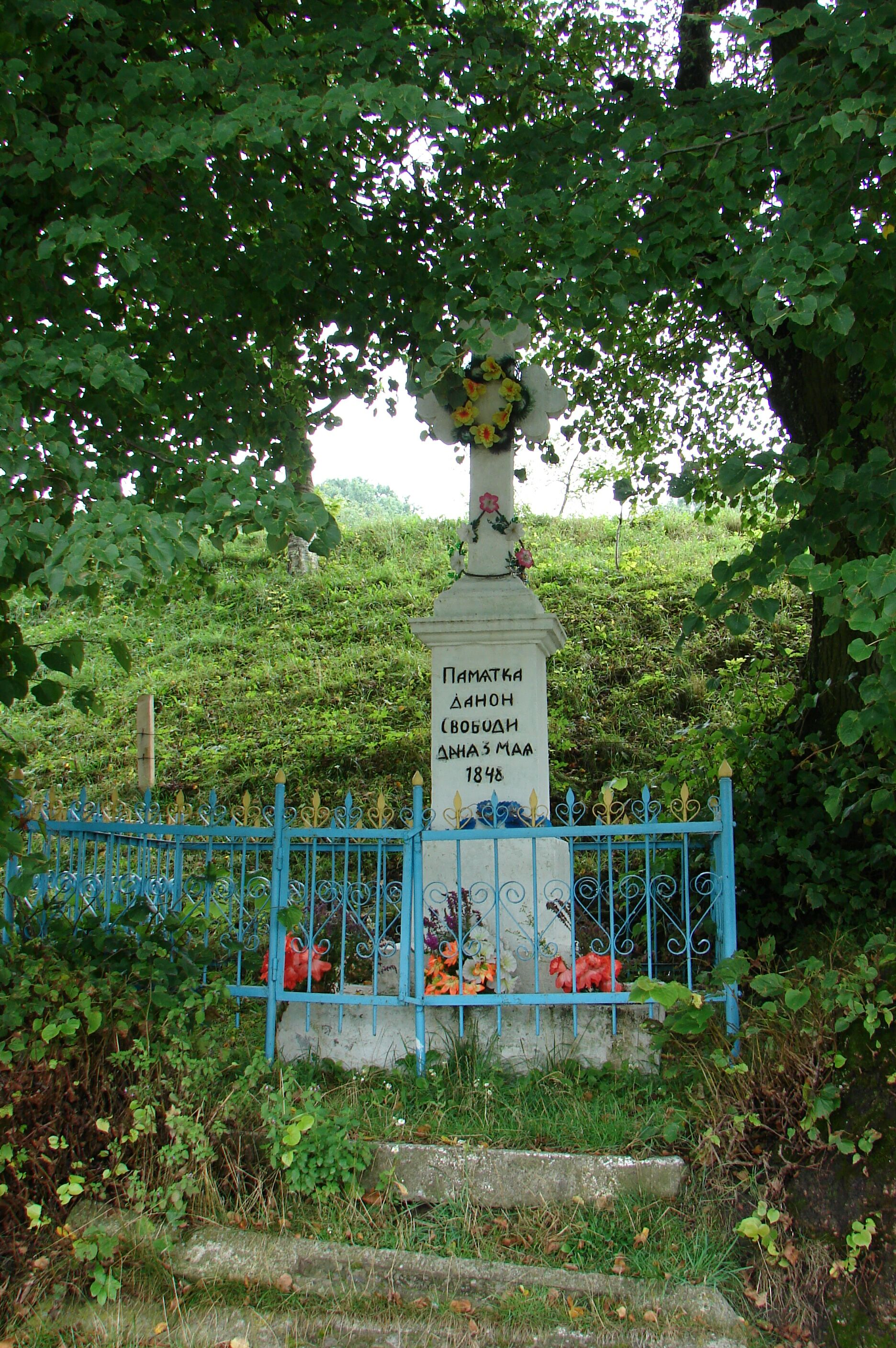
«Пам'ятка Даной Свободи» Хрест на відміну панщини в Австро-Угорщині
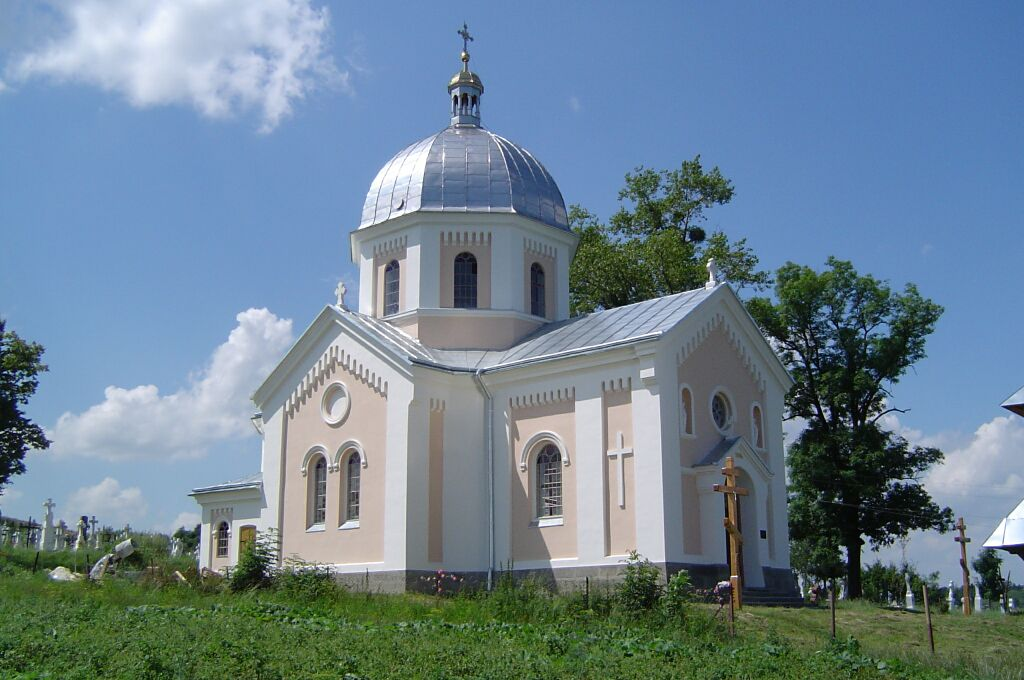
Церква